# Julius Lothar Meyer
Pour les articles homonymes, voir Meyer.
Julius Lothar Meyer (né à Varel le 19 août 1830 - mort à Tübingen le 11 avril 1895) est un chimiste allemand et médecin qui a participé à la conception du tableau périodique des éléments. Il fut le frère du physicien allemand Oskar Emil Meyer (de) (1834-1909). 

C'est en 1864 que Meyer publie une première version du tableau périodique des éléments, comportant quelques éléments chimiques arrangés en fonction de leur numéro atomique.

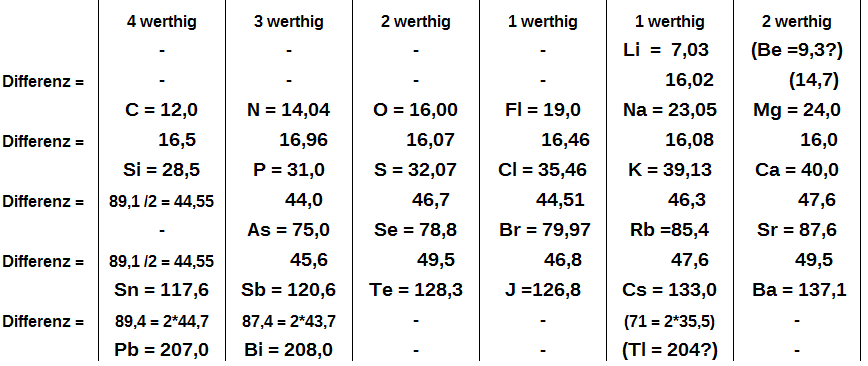
Tableau périodique des éléments de Meyer, 1864

Il a travaillé avec Dmitri Mendeleïev, souvent reconnu comme l'unique, le véritable périodiste des éléments.
La Royal Society lui a décerné la médaille Davy en 1882.
Il a notamment écrit Die modernen Theorien der Chemie und ihre Bedeutung für die chemische Statik.